# Hubert D. Stephens
Hubert D. Stephens (New Albany, 1875. július 2. – Union megye, 1946. március 14.) az Amerikai Egyesült Államok szenátora (Mississippi, 1923–1935).